# All Things Are (Matthew-Shipp-Album)
All Things Are ist ein Jazzalbum des Matthew Shipp Trio mit der Flötistin Nicole Mitchell. Die am 7. August 2018 in Brooklyn entstandenen Aufnahmen erschienen am 8. März 2019 auf RogueArt.

## Hintergrund
Der Pianist Matthew Shipp und die Flötistin Nicole Mitchell hatten zuvor noch nie zusammen aufgenommen. Auf All Things Are wurden die beiden Musiker – die Kompositionen des Pianisten und in mehreren Kombinationen (vom Solo bis zum Quartett) spielten – vom Kontrabassisten Michael Bisio und dem Schlagzeuger Newman Taylor Baker begleitet. 

## Titelliste
- Matthew Shipp Trio Invites Nicole Mitchell: All Things Are (Rogueart ROG-0088)[1]

1. Elements 	7:25
2. Well Spring 	5:12
3. It 	6:12
4. Hidden Essence 	5:19
5. Void of Ground 	6:29
6. Water and Earth 	5:50
7. Fire and Air 	5:42
8. Blossom 	5:49
9. All Things Are 	8:40

Alle Kompositionen stammen von Matthew Shipp.

## Rezeption
Nach Ansicht von Julien Aunos, der das Album in Citizen Jazz besprach, böten die Musiker zusammen eine rohe und direkte Musik, mal wild, dann wieder gedämpfter. Hervorhebenswert hält der Autor die drei Stücke in Quartettbesetzung, „Elements“, „Void of Ground“ und „All Things Are“, in denen die vier Musiker ein gutes Verständnis und eine gesunde Sparsamkeit der Mittel zeigten, sowie an „Well Spring“, ein wunderschönes Duo zwischen Mitchell und Shipp.
Tim Niland (Jazz and Blues Blogspot) notierte, dies sei „eine wunderbare und überfällige Begegnung“ zwischen Matthew Shipp und Nicole Mitchell; es sei eine meisterhafte Session, welche die einzigartige Symmetrie dieser Gruppe von Musikern demonstriere.